# Канистра
Кани́стра (от нем. Kanister лат. canister < др.-греч. κάνιστρον «корзинка, плетёная из тростника» от др.-греч. κάννα и лат. Canna — «тростник») — любая ёмкость из стали, пластмассы и других материалов, имеющая ручки для переноски человеком и герметически закрывающуюся узкую горловину, предназначенная для хранения и транспортировки жидкостей.
Складная канистра — возникшая благодаря развитию производства пластмасс, обычно полиэтиленовая монолитная ёмкость, имеющая жёсткую часть с узкой горловиной и ручками, плавно переходящую в гибкий, как правило многогранный или похожий на меха гармошки сосуд. Предназначается для воды, топлива и других жидкостей.

## Наиболее знаменитая конструкция
Наиболее распространённый тип канистры — ёмкость для топлива на 20 литров, сделанная из штампованной стали, имеющая 3 ручки для переноски, закрывающуюся рычажным замком горловину, по форме вписанная в параллелепипед и имеющая другие новаторские на момент разработки особенности конструкции. Канистра была изобретена немцами (оригинальное название нем. Wehrmachtskanister) в процессе секретного проекта по заказу Гитлера, около 1937 года.
К 1939 году в ожидании начала войны немцы имели на складах тысячи канистр.
Особенности, сделавшие эту конструкцию уникальной и знаменитой (почти все они хорошо видны на фотографии):
- Вся в целом вписана в параллелепипед. Можно плотно укладывать штабелями и закреплять со значительными усилиями без риска повредить друг друга выступающими частями.
- Шов, соединяющий штампованные половины канистры, «утоплен» относительно описанного параллелепипеда, не выступает и не может повредить другие канистры.
- Три рукоятки обеспечивают удобство обращения. Одну канистру можно нести вдвоём или по две штуки в каждой руке. Передача канистр по цепочке также облегчается.
- Воздушный карман. Полная канистра плавает, не тонет (хотя это больше относится к содержимому, плотность большинства углеводородов меньше плотности воды). Воздушный карман используется для компенсации изменения объёма жидкостей при изменении температуры. Сифонная трубка, кроме прочего, позволяет выровнять давление в кармане с забортным, при открытии канистры, что предотвращает разлив жидкости.
- Крестообразная штамповка на боковых стенках, увеличивающая жёсткость, слабо выпуклые упругие боковые стенки.
- Конструкция крышки, в отличие от резьбовой, имеет намного более высокую оперативность открывания и закрывания. Открытая крышка может фиксироваться.
- Крышка прикреплена к канистре и не потеряется.
- Конструкция крышки такова, что при незначительных повреждениях резиновой прокладки утечка жидкости не происходит, а сама резиновая прокладка не выпадает.
- Наличие сифонной трубки, ускоряющей процесс опорожнения канистры при полном её переворачивании.

У стальной канистры этого типа слабым местом является дно, которое ржавеет сразу с двух сторон — внутренней (от присутствия воды в бензине) и наружной (краска царапается в основном на днище).

## Сегодняшний день
Сегодня канистры используются для хранения топлива и воды, переноса некоторых напитков, прежде всего пива. Конструкция современных канистр обычно повторяет оригинальную немецкую стальную конструкцию, однако особенности конкретных жидкостей и материалов и стремление удешевить производство позволяют (в отличие от топлива и стали) применять более простые решения из полимеров.
Также появились плоские экспедиционные канистры со специальными креплениями, рассчитанные на закрепление их на кузовах транспортных средств.
Способы перевозки канистры